# Epopterus vernicatus
Epopterus vernicatus es una especie de coleóptero de la familia Endomychidae.

## Distribución geográfica
Habita en Brasil.